# Я — миллиардер
Я — миллиардер (итал. Io sono Tempesta) — итальянская комедийная драма 2018 года про одного из богатейших людей в Италии, который умножает свое состояние любой ценой, но из-за проблем с законом мужчину на год отстраняют от ведения дел. В Италии фильм вышел 12 апреля 2018 года. В России фильм вышел 22 ноября 2018 года.

## Сюжет
Нума Темпеста — богатый бизнесмен, который заключил важное соглашение о строительстве нового мегаполиса в пустынных землях Казахстана. В своей успешной карьере Нума часто избегал правил, он даже изображал себя бездомным, прожив в роскошном отеле. Однако налоговикам удается привлечь его к ответственности: его осуждают на несколько лет и поручают ему предоставлять консультации бездомным.
Нума пытается привыкнуть к новой реальности, но другие презирают его за социальный статус. Ему удается наладить отношения с молодым отцом Бруно, который после развода с женой живет с сыном как бездомный. Это дело напомнила ему противоречивые отношения с папой. Вместе с мужем расторгают договор из-за невозможности Темпеста выполнить работу в Казахстане.
Анжела, которая присматривала за Нумою, начинает ему доверять. Воспользовавшись несчастным случаем, он получает временный паспорт и отправляется в Казахстан с бездомными, где все проходит хорошо. Но Анжела видит репортаж с Нумою. Вернувшись в Италию, он попадает за решетку. Бруно открывает игровой зал со своими бездомными друзьями, что гарантировало его сыну хорошее образование, а Нума восстанавливает связь со своим отцом.

## В ролях
| Актёр             | Роль          |
| ----------------- | ------------- |
| Марко Джаллини    | Нума Темпеста |
| Элио Джермано     | Бруно         |
| Марчелло Фонте    | Грек          |
| Элеонора Данко    | Анджела       |
| Франческо Геги    | Никола        |
| Чо Сун            | Димитри       |
| Симонетта Колумбу | Радиоса       |
| Франко Боккучча   | Боккучча      |
| Паола Да Грава    | Паола         |

## Съёмки
Сцены в Казахстане, были сняты в Национальном парке Гран Сассо и Монти делла Лага в Италии. 